# Мосина (Польша)

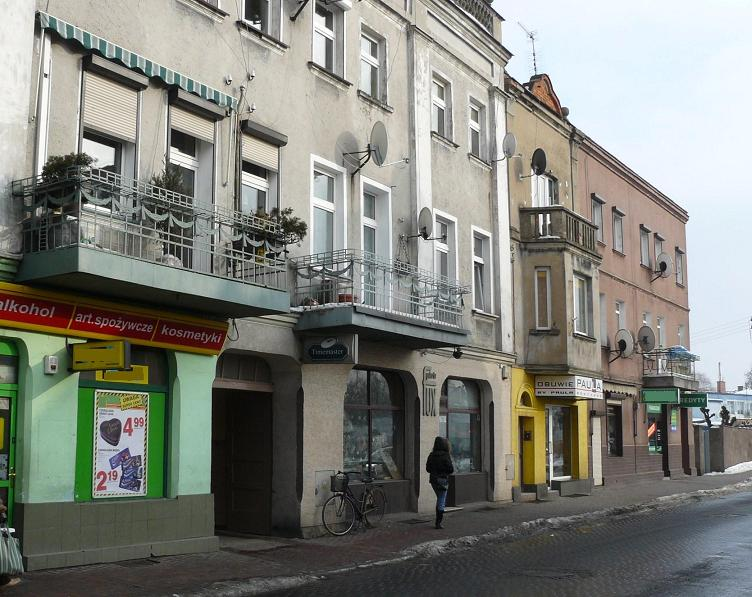
Центр города Мосина

Мосина (пол. Mosina) — город в Польше, входит в Великопольское воеводство, Познанский повет. Имеет статус городско-сельской гмины. Занимает площадь 13,58 км². Население 12 110 человек (на 2004 год).

## История
Мосина — один из старейших городов в Польше. Первое упоминание о городе датируется 1247, когда впервые было упомянуто название «Мосина» в документе, про разде Великопольши между Пшемыслом I и его братом Болеславом Благочестивым. Название "Мосина"происходит от древнего слова «moszyna», что означает место заросшие мхом, и первоначально применялось к местности у реки.
Поворотным моментом для города был 1302, когда воевода калишский предоставил Мосине магдебургское право.
После раздела Польши 1792, город стал принадлежать Пруссии.
4 мая 1985 город использует в своем гербе Белого Орла с золотой короной на красном поле.